# O Prirozenosti rostlin
O Prirozenosti rostlin (abreviado Prir. Rostlin) es un libro con ilustraciones y descripciones botánicas que fue escrito conjuntamente por Jan Svatopluk Presl & Friedrich von Berchtold y publicado en Praga en 1820 con el nombre de O přirozenosti Rostlin, obsahugjcj gednánj o žiwobytj rostlin pro sebe a z ohledu giných žiwoků, podlé stawu nyněgss ylo znanj, pýtwu rostlin; názwoslowj audů; hospodářstwj gegich; rozssjřenj po semi a způsob rostlinář zřjditi a zacowati .